# 約翰三世 (巴伐利亞)

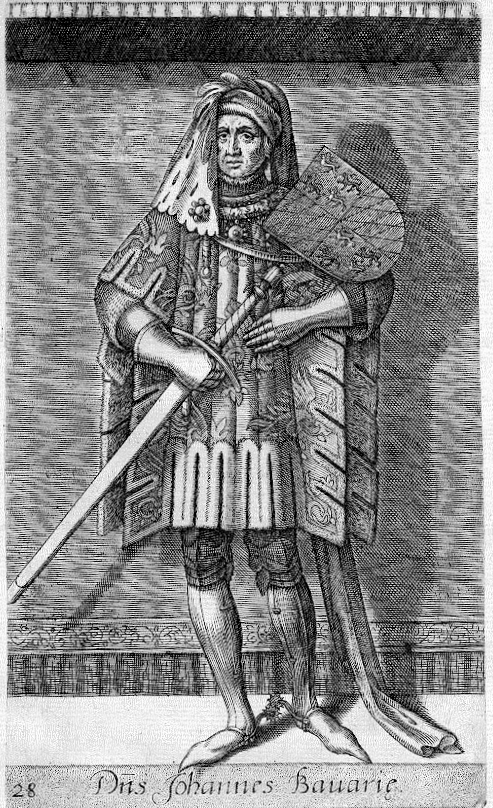
荷蘭伯爵約翰三世

約翰三世，（1374年—1425年1月6日）維特爾斯巴赫家族成員，列日采邑主教、巴伐利亞-施特勞賓公爵及荷蘭伯爵和澤蘭伯爵（1417年—1425年在位）。 約翰三世是位色彩豐富的人物，他的政治敏銳度和藝術素養廣受讚譽。因為他在列日對反對者的不道德行為為他贏得了“不仁慈”的綽號。

## 背景
神聖羅馬皇帝路易四世與第二任妻子瑪格麗特二世所生的第三子阿爾布雷希特一世的幼子、威廉二世及巴伐利亞-施特勞賓公爵阿爾布雷希特二世的弟弟。約翰三世的母親是波希米亞國王瓦茨拉夫二世的曾孫女布里格的瑪格麗特。
約翰於1374年出生於埃諾伯國的勒凱努瓦城堡。阿爾布雷希特一世已經採取精密的繼承安排，長子威廉要接管荷蘭各地，打算在巴伐利亞-次子阿爾布雷希特二世統治巴伐利亞-施特勞賓，最後約翰當選主教領導列日采邑主教區。 
約翰是三個孩子中最小的兒子，注定要在教堂裡從事職業。15歲時，在教皇博尼法斯九世的支持下，成為列日的主教。約翰在列日的統治是一場災難，他的威權主義風格與教區內的貴族和市民對立。約翰被驅逐出列日數次，甚至看到一個敵對主教當選。約翰只好求助於他的兄弟和妹夫勃艮第公爵無畏的約翰。

## 列日主教
1408年，一支由妹夫無畏的約翰帶領的勃艮第軍隊前去幫助約翰三世對列日的市民進行平叛；另一方面，約翰聯繫巴伐利亞公國的親戚，他與堂兄巴伐利亞-因戈爾施塔特公爵斯特凡三世的兒子路易結盟，並向他保證他們與巴伐利亞-慕尼黑公爵恩斯特一世的爭端中提供幫助，以換取他對列日的支持。1408年9月12日，奧塞戰役中，無畏的約翰、兄長威廉二世及路易的出兵支持下將列日的市民擊敗，勃艮第的影響力擴展到整個城市和列日主教區 。隨之而來是主要叛亂分子被處決，導致約翰三世被暱稱為“不仁慈”。
1401年，法國皇太子逝世，約翰與父親和兄長威廉二世一起向新任羅馬人民的國王魯普雷希特匯報法國的局勢可能因皇太子的逝世而對維特爾斯巴赫家族不利 。但是約翰也參與法國政治，加入勃艮第派與阿馬尼亞克派鬥爭。1405年，他陪同無畏的約翰從勃艮第到巴黎。1409年，他加入維特爾斯巴赫-勃艮第同盟，該同盟由無畏的約翰、威廉二世、路易七世和他的姐姐法國皇后巴伐利亞的伊薩博締結。自1409年以來，約翰還是仲裁委員會的成員，該委員會應調解勃艮第和施特勞賓-荷蘭之間在埃諾伯國埃卡永城堡的糾紛。1410年12月27日，路易七世任命他為巴伐利亞-因戈爾施塔特的攝政，以便他留在巴黎，並在若果路易七世去世後，約翰將會成為巴伐利亞-因戈爾施塔特的統治者 。1413年，無畏的約翰邀請他到王庭，親自說服他支持他的政治主張。
1410年，他為已逝世的兄長阿爾布雷希特二世興建墳墓，這是施特勞賓-荷蘭系男性成員中唯一倖存至今的墓穴。

## 施特勞賓-荷蘭統治者
當兄長威廉二世於1417年去世並由其女兒雅克利娜繼任為荷蘭和埃諾女伯爵時，約翰的繼承權遭剝奪。兩個月後其母親更安排雅克利娜與布拉班特公爵約翰四世結婚。此時，約翰拒絕聽從聖秩聖事並放棄其主教區要回國爭奪爵位。1418年，約翰三世與盧森堡女公爵伊麗莎白結婚，後者當時是布拉班特公爵安托萬的遺孀，安托萬與伊麗莎白二人沒有子女留下，公爵之位由安托萬與第一任妻子所生的約翰四世繼承。
約翰三世在他妻子的叔叔神聖羅馬皇帝西吉斯蒙德的幫助下，約翰三世立即與他的侄女雅克利娜和其丈夫布拉班特公爵約翰四世開戰。約翰三世得到多德雷赫特和勃艮第公爵好人菲利普的支持。1419年對多德雷赫特的包圍未能成功後，因此約翰四世同意與約翰三世開始聯合執政。雅克利娜作為女性，並未分擔到政治責任。布拉班特公爵約翰四世終於放棄荷蘭伯國和埃諾伯國，將統治權留給約翰三世。
雅克利娜被約翰四世出賣後於1421年前逃出約翰四世的宮廷往英格蘭，並宣稱與約翰四世的婚約取消。其後她更與英格蘭國王亨利六五世的叔叔兼攝政格洛斯特公爵漢弗萊結婚。約翰三世於1425年逝世後，雅克利娜亦無法繼續控制荷蘭和埃諾兩地，最後被勃艮第公國所佔領。

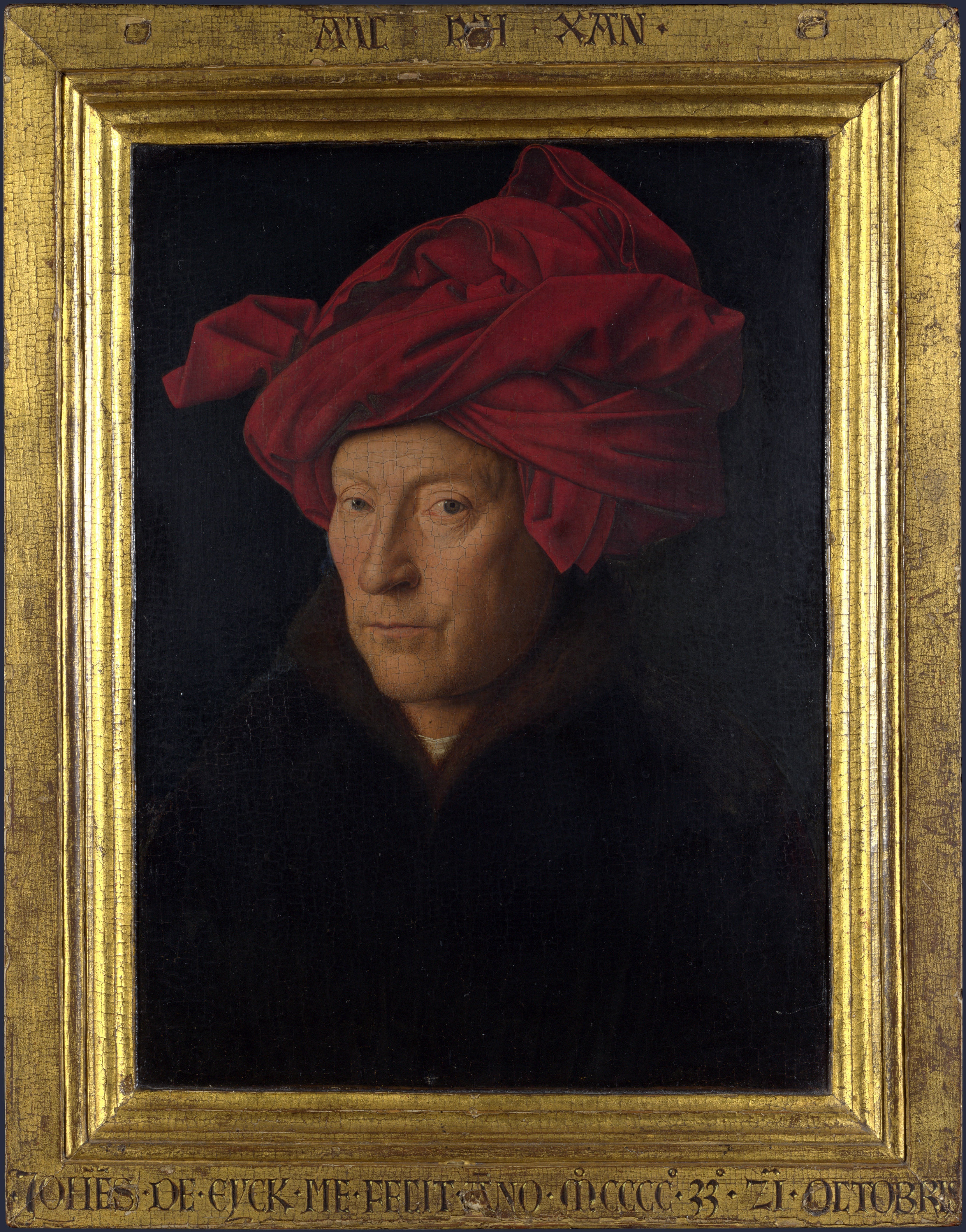
約翰提拔了畫家揚·范艾克（這裡是自畫像），他於1422年開始擔任代客和宮廷畫家。

約翰三世以其豐富的宮廷文化而聞名。揚·范艾克至少從1422年到1424年是為約翰三世從事的藝術家之一。約翰三世於1425年在海牙死於毒藥。 據稱，他的元帥揚·範·弗利特以祈禱書的書頁下毒毒害約翰三世，並已於1424年被處決。巴伐利亞－斯特勞賓公國被巴伐利亞統治者們分割，大部分於1429年歸於巴伐利亞－慕尼黑公國。